# Emmelie de Forest
Emmelie Charlotte-Victoria de Forest (Randers, 28 febbraio 1993) è una cantante danese.
Ha rappresentato la Danimarca all'Eurovision Song Contest 2013 con il brano Only Teardrops, vincendo la manifestazione musicale con 281 punti.

## Biografia
Nata a Randers da madre danese, Marianna Birgitte Gudnitz, e padre svedese, Ingvar de Forest, dopo il divorzio dei genitori, avvenuto quando lei era ancora giovanissima, si è trasferita con la madre prima a Mariager e poi a Stoccolma.
Iniziò a cantare dai 9 anni, collaborando, a soli 14 anni, con il musicista scozzese Fraser Neill ed apparendo in svariati festival minori.
Nel 2011 si trasferisce nella capitale Copenaghen, iscrivendosi al Katrine Sadolins "Complete Vocal Institute" per cantanti che non hanno ancora completato gli studi scolastici.

### 2013-2017: Eurovision Song Contest

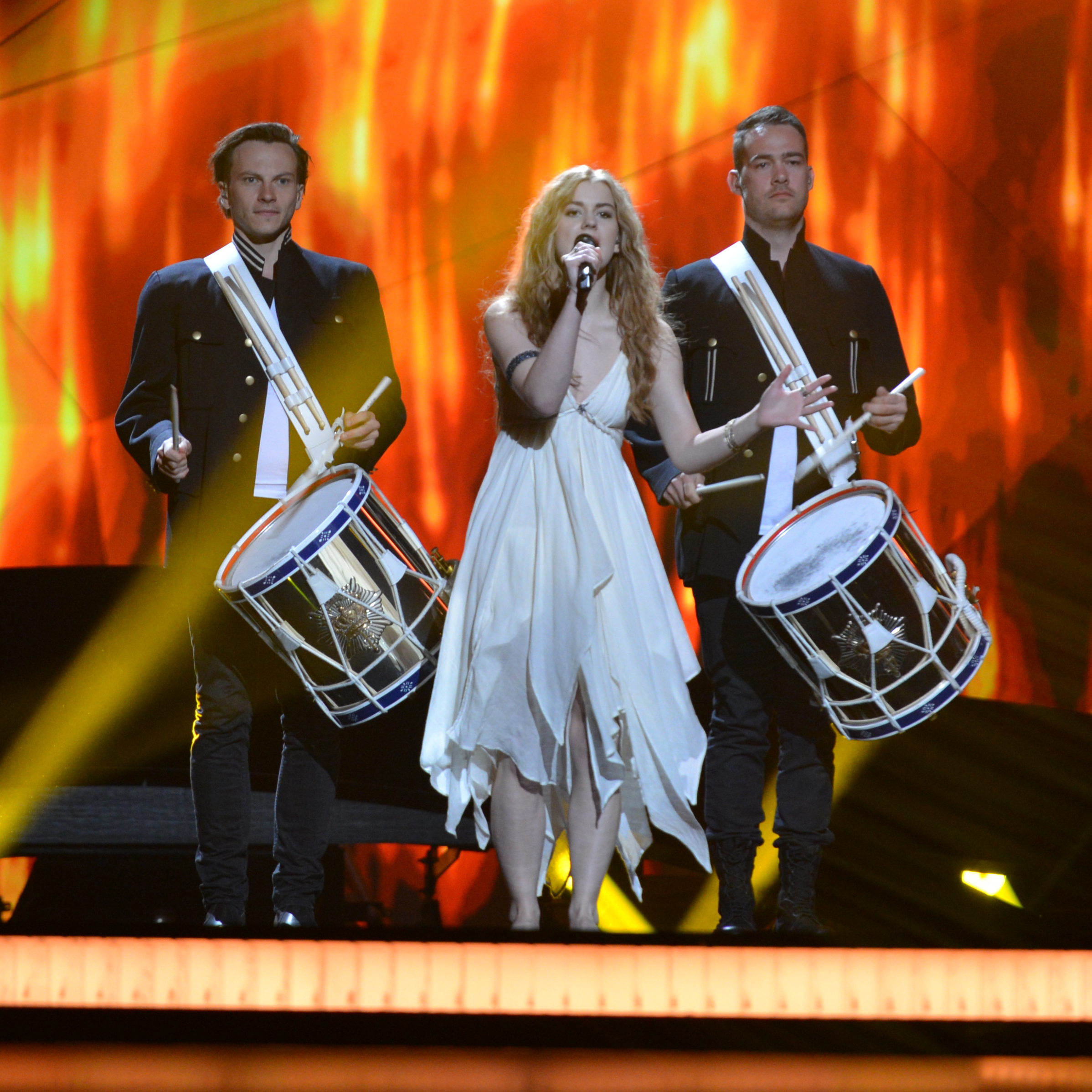
La performance all'Eurovision Song Contest 2013

Il 26 gennaio 2013 ha vinto il Dansk Melodi Grand Prix con il suo singolo di debutto, Only Teardrops, guadagnandosi il diritto di rappresentare la Danimarca all'Eurovision Song Contest 2013 di Malmö, in Svezia.
Si è esibita nella prima semifinale, tenutasi il 14 maggio, dove si è piazzata prima, e il 18 maggio alla finale, dove ha vinto l'edizione con 281 punti, decretando la 2ª vittoria danese degli anni 2000 e la 3ª  in assoluto. In seguito si è esibita al Junior Eurovision Song Contest 2013 a Kiev, in Ucraina.
L'anno successivo, in occasione dell'Eurovision Song Contest 2014, ha cantato il brano vincitore sia come opening act della prima semifinale e sia all'interno dell'intervallo della finale, dove ha poi eseguito il suo nuovo singolo, Rainmaker.
Si è esibita al Campionato europeo di pallavolo maschile ospitato dal suo paese dopo la finale e prima delle premiazioni, e in tale occasione ha presentato il suo secondo singolo, Hunter & Prey.
Il 18 agosto 2014 è uscita la versione audio della sua nuova canzone Drunk Tonight e successivamente, il 25 agosto, è uscito il video ufficiale. Il 10 agosto 2015 lancia il nuovo singolo Hopscotch, con cui tenta il rilancio. Il video è stato girato tra le vie del centro storico di Roma (via del Governo Vecchio, nei pressi di Piazza Navona) e nel caratteristico borgo di Calcata, in provincia di Viterbo.

Nel dicembre 2015 lascia la Universal Music Group e firma un contratto con la svedese Cosmos Music.

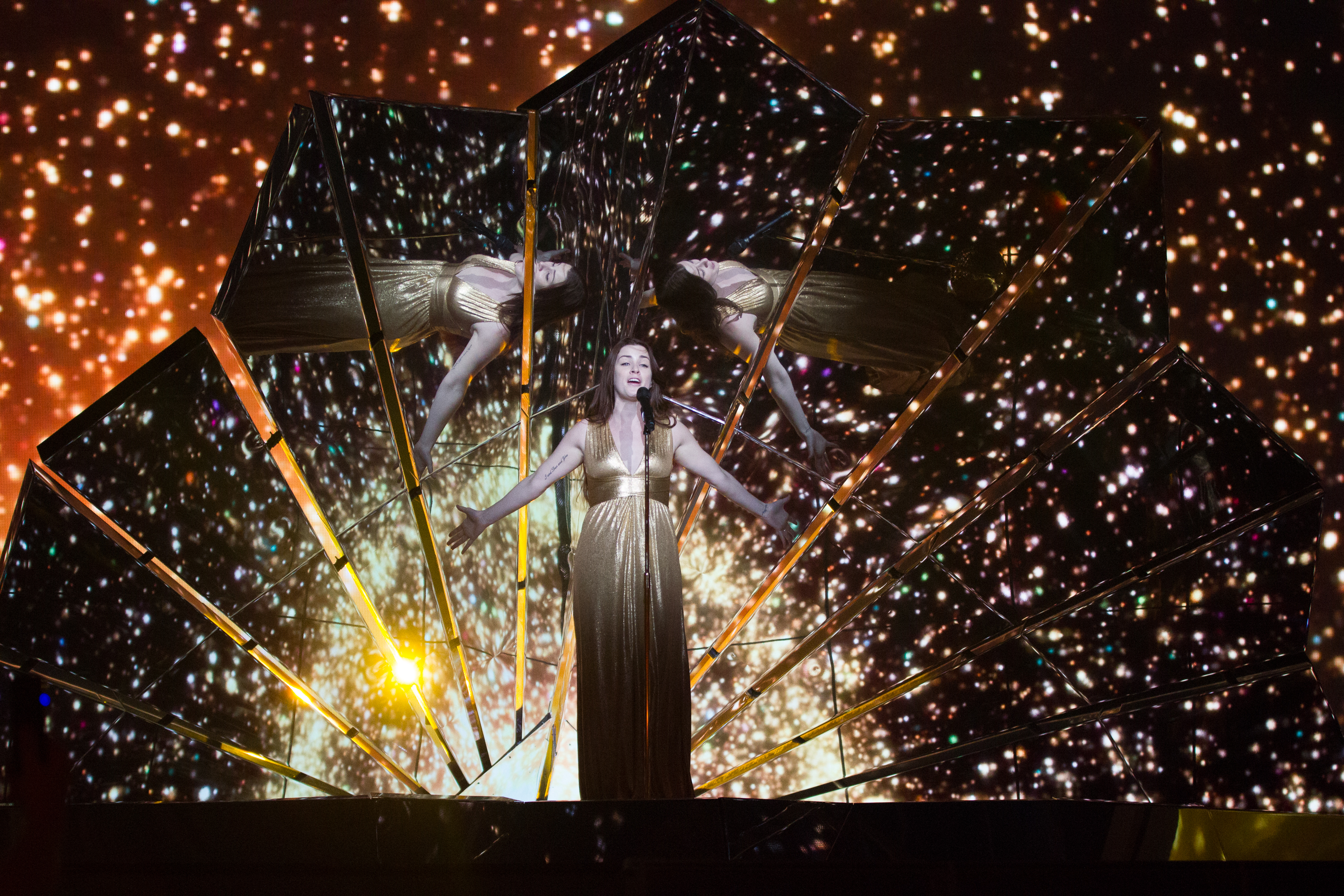
L'esibizione di Lucie Jones all'ESC 2017 di Kiev

Nel 2016 ha collaborato alla composizione del singolo Never Alone per la cantante Anja Nissen (partecipante al Dansk Melodi Grand Prix 2016) e nel 2017 ha scritto, con Daniel Salcedo e Lawrie Martin, la canzone Never Give Up on You per la cantante inglese Lucie Jones (rappresentante del Regno Unito all'Eurovision Song Contest 2017).
Nel 2018 esce il suo secondo album, History.

## Discografia

### Album in studio
- 2013 – Only Teardrops
- 2018 – History

### Singoli
- 2013 – Only Teardrops
- 2013 – Hunter & Prey
- 2014 – Rainmaker
- 2014 – Drunk Tonight
- 2015 – Hopscotch
- 2017 – Sanctuary
- 2018 – History
- 2018 – Rabbit
- 2019 – Going Ghost
- 2021 – Typical Love Song